# Mrežnica
Mrežnica (retina) je senzorinevralno tkivo, ki leži na zadnji steni očesa in je zadolžena za nastanek slike, ki jo vidimo. Center mrežnice je rumena pega in je edini del očesa sposoben natančnega vida, ki ga uporabljamo na primer pri branju, prepoznavanju obrazov in podobno. Stranski ali periferni del mrežnice, ki sodeluje pri perifernem vidu, predstavlja kar 95% mrežnice.

## Odstop mrežnice
Kadar mrežnica odstopi, se odlušči od zadnje stene, pri tem pa se prekine dobava krvi in hranil v mrežnico. Mrežnica zato degenerira in izgubi svojo funkcijo, če tega stanja ne odpravimo in ostane v taki legi. V primeru, da odstopi del mrežnice v rumeni pegi, bo posledica tega izpad v centralnem vidu. Odstop mrežnice se nanaša na ločitev mrežnice od spodaj ležečega pigmentnega epitela, na katerega je v normalnih pogojih šibko pritrjena.